# Лазар, Жан Тьерри
Жан Тьерри́ Лаза́р Амани́ (фр. Jean Thierry Lazare Amani; род. 7 марта 1998, Дьегонефла, Го-Джибуа) — ивуарийский футболист, полузащитник клуба «Юнион» и сборной Кот-д’Ивуара. Выступает на правах аренды за клуб «Стандард».

## Карьера
Воспитанник сенегальского отделения академии «Эспайр». В июле 2016 года перешёл в бельгийский «Эйпен». Дебютировал в Лиге Жюпилер в августе 2016 года в матче против «Мехелен», выйдя на замену. В кубке Бельгии дебютировал осенью 2016 года в матче 1/8 финала против «Брюгге», дойдя с командой до полуфинала.
В январе 2020 года стал игроком «Шарлеруа». Отправлялся в аренду в клуб второй лиги Португалии «Эшторил». Летом 2021 отправился в аренду во вторую лигу Бельгии в клуб «Юнион».

## Достижения
«Юнион»
- Чемпион Бельгии: 2024/25
- Обладатель Кубка Бельгии: 2023/24
- Обладатель Суперкубка Бельгии: 2024